# Klasea pinnatifida
Espèce
Klasea pinnatifida est une espèce de plantes à fleurs de la famille des Asteracées.